# Gelacia Ceballos Gómez
Gelacia Ceballos Gómez är en ort i Mexiko.   Den ligger i kommunen Sayula de Alemán och delstaten Veracruz, i den sydöstra delen av landet, 500 km öster om huvudstaden Mexico City. Gelacia Ceballos Gómez ligger 42 meter över havet och antalet invånare är 104.
Terrängen runt Gelacia Ceballos Gómez är platt. Runt Gelacia Ceballos Gómez är det ganska glesbefolkat, med 29 invånare per kvadratkilometer. Närmaste större samhälle är Oluta, 18,2 km norr om Gelacia Ceballos Gómez. Omgivningarna runt Gelacia Ceballos Gómez är en mosaik av jordbruksmark och naturlig växtlighet.